# Chrysopodes albopalpis
Chrysopodes albopalpis är en insektsart som först beskrevs av Banks 1910.  Chrysopodes albopalpis ingår i släktet Chrysopodes och familjen guldögonsländor. Inga underarter finns listade i Catalogue of Life.